# NGC 1955
NGC 1955 (другое обозначение — ESO 56-SC121) — рассеянное скопление с эмиссионной туманностью в созвездии Золотая Рыба.
Этот объект входит в число перечисленных в оригинальной редакции «Нового общего каталога».
Является центром большой области H II N51D, которая имеет внутренние движения, возможно, вызываемые звёздным ветром от звёзд ранних типов, принадлежащих NGC 1955.